# Дональд Кнут
Дональд Ервін Кнут (англ. Donald Ervin Knuth) (10 січня 1938 , Мілвокі, Вісконсин ) — інформатик, ідеолог програмування та почесний професор Стенфордського університету. Автор фундаментальної праці «Мистецтво програмування»; вважається одним з батьків аналізу складності алгоритмів. Розробник типографічної системи TeX та пов'язаної мови визначення шрифтів і системи їх рендерингу METAFONT.

## Біографія

### Ранні роки
Кнут народився у місті Мілвокі, штат Вісконсин, в сім'ї німецьких американців Генрі Кнута та Луізи Марії Бонінг. Батько Дональда працював на двох роботах: викладав бухгалетерію у Старшій Школі Мілвокі та вів невелике підприємство по друку. Молодший Кнут, навчаючись у тій же школі, отримав багато академічних відзнак, більшість з яких за геніальні способи вирішення різноманітних проблем. Наприклад, у восьмому класі він взяв участь у змаганні, в якому потрібно було відшукати всі слова, які можна скласти з букв словосполуки «Ziegler's Giant Bar». У суддейському списку було 2500 слів, та Дональду вдалось знайти 4500 та перемогти у конкурсі.

### Освіта
У 1956 році Кнут отримав запрошення до Технологічного Інституту (CWRU) у Клівленді, Огайо, де вперше познайомився з IBM 650, одним із перших мейнфреймів. Прочитавши посібник до комп'ютера, Кнут вирішив переписати код компілятора для комп'ютера з його колишньої школи, тому що він вірив, що зможе зробити його краще.
У 1958 році Кнут створив програму, щоб допомогти шкільній баскетбольній команді вигравати більше матчів. Він призначив кожному гравцю «вартість», щоб оцінити імовірність кожного баскетболіста здобути очки. Цей підхід оцінили видання Newsweek і CBS Evening News, згадавши Кнута у своїх випусках.
Також Кнут був одним із засновників університетського журналу «Engineering and Science Review», який виграв державну премію як найкращий технічний журнал в 1959. Пізніше він переключився з фізики на математику і у 1960 отримав ступінь бакалавра наук, а заразом і ступінь магістра як особливу винагороду, оскільки управління факультету визнало його роботу виключно видатною.
У 1963 здобув ступінь доктора філософії у Каліфорнійському технічному інституті (Caltech).

### Робота
Після здобуття ступеня доктора філософії Кнут отримав роботу у Каліфорнійському інституті як асистент професора. Там він прийняв доручення по написанню книги про компілятори мов програмування. Під час роботи над проектом Кнут зрозумів, що не зможе адекватно розглянути тему без першочергової розробки власних засад програмування. Так і з‘явилась ідея написати «Мистецтво програмування». Перший том побачив світ у 1968 році (всього їх 7), того ж року раніше Дональд Кнут прийняв запрошення на роботу від Інституту Оборонної Аналітики (IDA) при Принстонському унівесритеті, де займався вивченням криптографії в підтримку Агентства національної безпеки.
У 1969 році Кнут змінив поточне місце роботи на Стенфордський університет, де викладав комп‘ютерні науки.

### Пенсія
Оскільки Кнут завжди вважав монографію «Мистецтво програмування» основним проектом свого життя, у 1990 році він вийшов на пенсію, із твердим наміром повністю зосередитися на написанні відсутніх частин і приведенні у порядок існуючих.

## Наукові роботи
Кнут не лише професор комп'ютерних наук, але й письменник. Його часто називають «батьком аналізу алгоритмів».

### «Мистецтво програмування»
У 1970-их Кнут описав комп'ютерні науки як «абсолютно нове поле без справжньої ідентичності. І якість випущених в той час видань не була достатньо високою. Існувало багато просто-напросто неправильного матеріалу. Отож, одним із моїх завдань було направити у вірне русло історію, яка з самого початку була дуже погано розказана».
Білл Гейтс достойно оцінив праці Кнута, а саме «Мистецтво програмування». Він казав: «Якщо ви вважаєте себе справді хорошим програмістом… Надішліть мені резюме, якщо прочитаєте усю антологію».

### Інші праці
Дональд Кнут ввів поняття «сюрреальні числа» у однойменному творі 1974 року, базованому на дослідженнях Джона Конвея в області теорії множин. Своєю працею Кнут хотів прищепити студентам вміння проводити оригінальні та креативні дослідження.
Також Кнут був заглиблений в ідею рекреаційної математики. Він активно співпрацював із виданнями «Journal of Recreational Mathematics» та «Mathematics on Vacation».
У 1995 Дональд Кнут написав передмову до книги «A = B» (автори: Марко Петковшек, Герберт Вілф та Дорон Цейльбергер). Також письменник з‘являвся у кількох випусках YouTube-проекту Numberophile, де зачепив багато різних тем, починаючи з сюрреальних чисел та закінчуючи відповіддю на питання, чому Кнут не викростовує електронну пошту.

## Комп'ютерні роздуми
Кілька разів на рік Дональд Кнут проводить неформальні лекції під назвою «Комп'ютерні роздуми» у Стенфордському університеті. До 2017 року він також проводив лекції у Оксфордському університеті.

## Особисте життя
Дональд Кнут одружився з Ненсі Джилл Картер 24 червня 1961 року, будучи аспірантом Каліфорнійського технологічного інституту. У них двоє дітей: Джон Мартін Кнут та Дженніфер Сьєрра Кнут.

### Китайське ім'я
Китайською ім'я Кнута звучить як Ґао Дена (спрощена китайська мова: 高德纳; традиційна китайська мова: 高德納). У 1977 році йому дав це ім'я Франсіс Яо, незадовго до того, як американський професор здійснив тритижневу подорож до Китаю. У виданні «Мистецтва програмування» 1980 року (спрощеноа китайська мова: 计算机 程序 设计 艺术; традиційна китайська мова: 電腦 程式 設計 藝術). Кнут пояснив, що він прийняв своє китайське ім'я тому, що хотів, щоб його знало більше програмістів у Китаї. У 1989 році його китайське ім'я було розміщено на заголовку «Журналу комп'ютерних наук та технологій», що змусило Кнута «відчувати себе близьким до всіх китайців, хоча я й не можу говорити вашою мовою».

### Проблеми зі здоров'ям
У 2006 році Кнуту діагностували рак простати. У грудні того ж року він переніс операцію. «Трохи променевої терапії … в якості запобіжного заходу, але прогноз лікарів виглядає досить непогано», повідомив він у своїй відеоавтобіографії.

### Почуття гумору
Раніше Кнут виплачував так звану «винагороду знайшовшому» у розмірі 2,56 доллара кожному, хто знайде типографічні помилки у його книзі (256 центів — 1 долар у шістнадцятковій системі числення) а також 0,32 долара тим, хто зробить «цінні зауваження» щодо тексту. У своїй статті журнал «Technology Rewiev» (MIT) заявив, що ці винагороди «є серед найцінніших трофеїв у IT-індустрії». У 2008 Кнут був змушений припинити відсилання чеків через шахрування банку, і тепер надає кожному шукачу помилок «депозитний сертифікат» з його рахунку у вигаданому банку Сан-Серіфе.
Одного разу він попередив «Остерігайтеся помилок у наведеному вище коді; я лише довів, що це правильно, проте не тестував».
Щоб продемонструвати концепцію рекурсії, Кнут навмисне посилав один на одного «Визначення кругообігу» та «Визначення, кругообіг» у покажчику першого тома «Мистецтва програмування».
На конференції TUG 2010 Кнут анонсував сатиричного наступника TeX на основі XML під назвою «iTeX» (вимовляється [iː˨˩˦tɛks˧˥], виконується із дзвоном), який підтримуватиме такі функції, як довільно масштабовані ірраціональні одиниці, 3D-друк, ввід із сейсмографів та моніторів серця, анімації та стереофонічний звук.

## Нагороди і визнання
У 1971 році Кнут став лауреатом першої Нагороди імені Ґрейс Мюррей Гоппер. Він отримав різні інші нагороди, включаючи премію Тюрінга, Національну наукову медаль США, медаль Джона фон Неймана та премію Кіото.
Кнут був обраний Видатним Стипендіатом Британського комп'ютерного товариства (DFBCS) у 1980 році на знак визнання внеску Кнута в область інформатики.
У 1990 році йому було присвоєно єдине в своєму роді вчене звання Професора мистецтва програмування.
Кнут був обраний до Національної академії наук у 1975 р. У 1992 році він став партнером Французької академії наук. У тому ж році він звільнився з регулярних досліджень і викладання в Стенфордському університеті, щоб закінчити «Мистецтво програмування». Він був обраний іноземним членом Королівського товариства (ForMemRS) у 2003 році.
Дональд Кнут був обраний стипендіатом (перший клас стипендіатів) Товариства промислової та прикладної математики в 2009 році за його видатний внесок у математику. Він є членом Норвезької академії наук. У 2012 році Кнут став членом Американського математичного товариства. У кінці січня 2009 року Кнут займав 20-те місце у списку найбільш цитованих авторів у проекті CiteSeer.

## Галерея

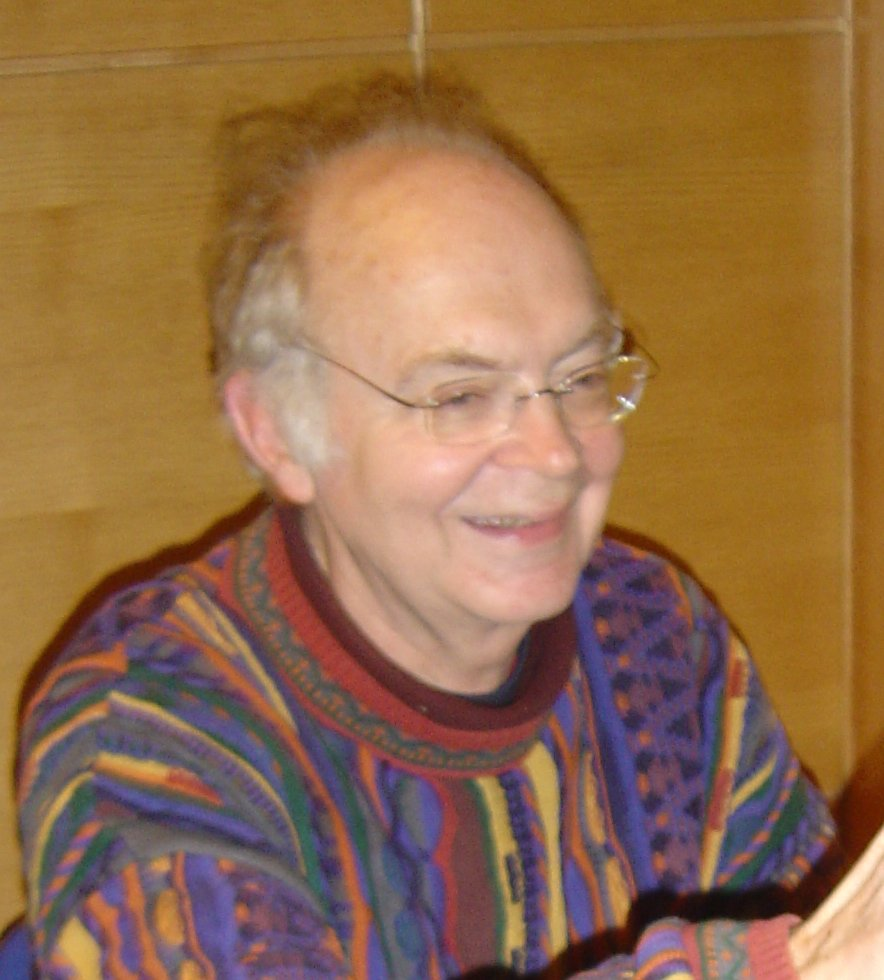
Дональд Кнут, 04.03.2005.
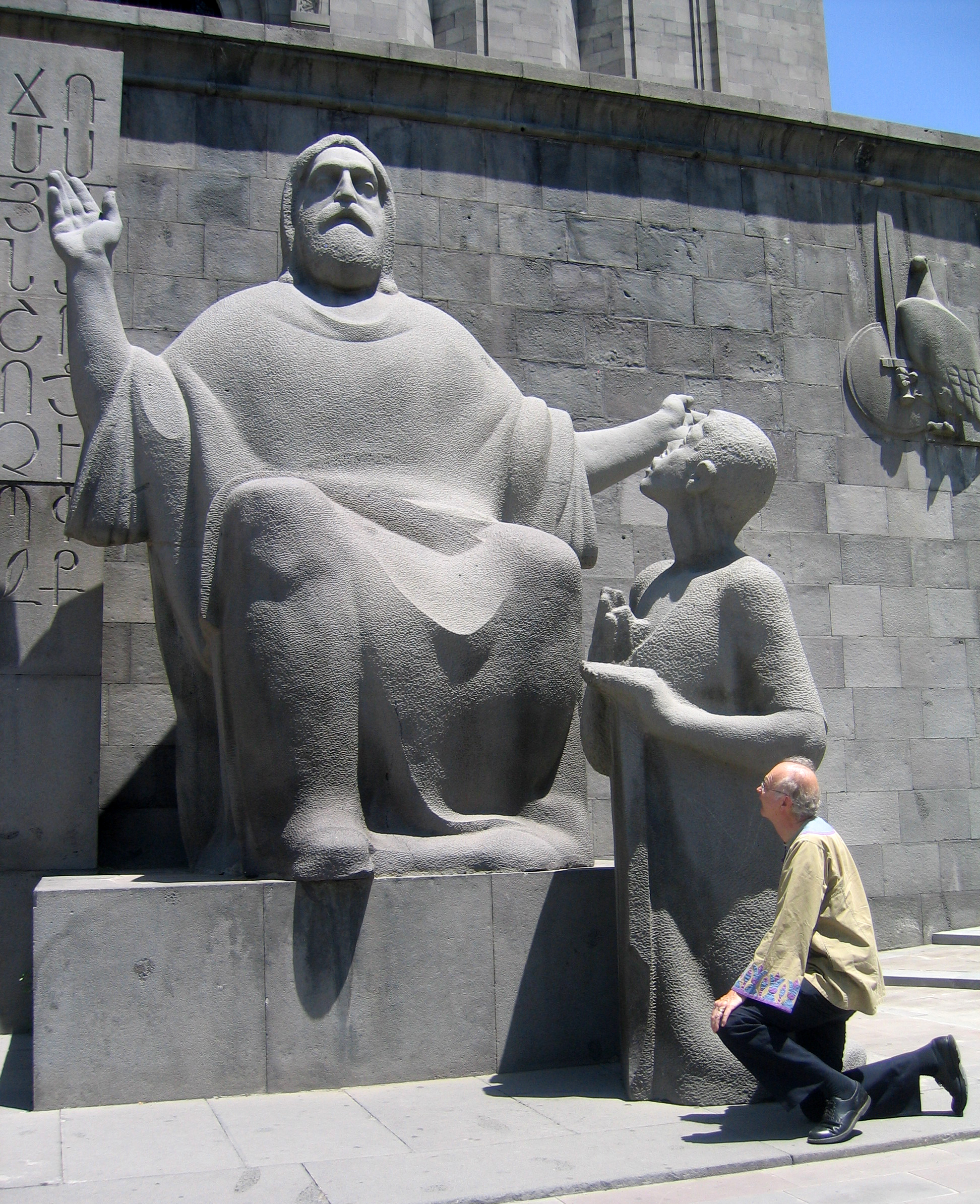
Дональд Кнут навпроти статуї Месропу Маштоцу (творцю вірменської абетки), Матенадаран, Єреван, Вірменія, червень 2006 року.
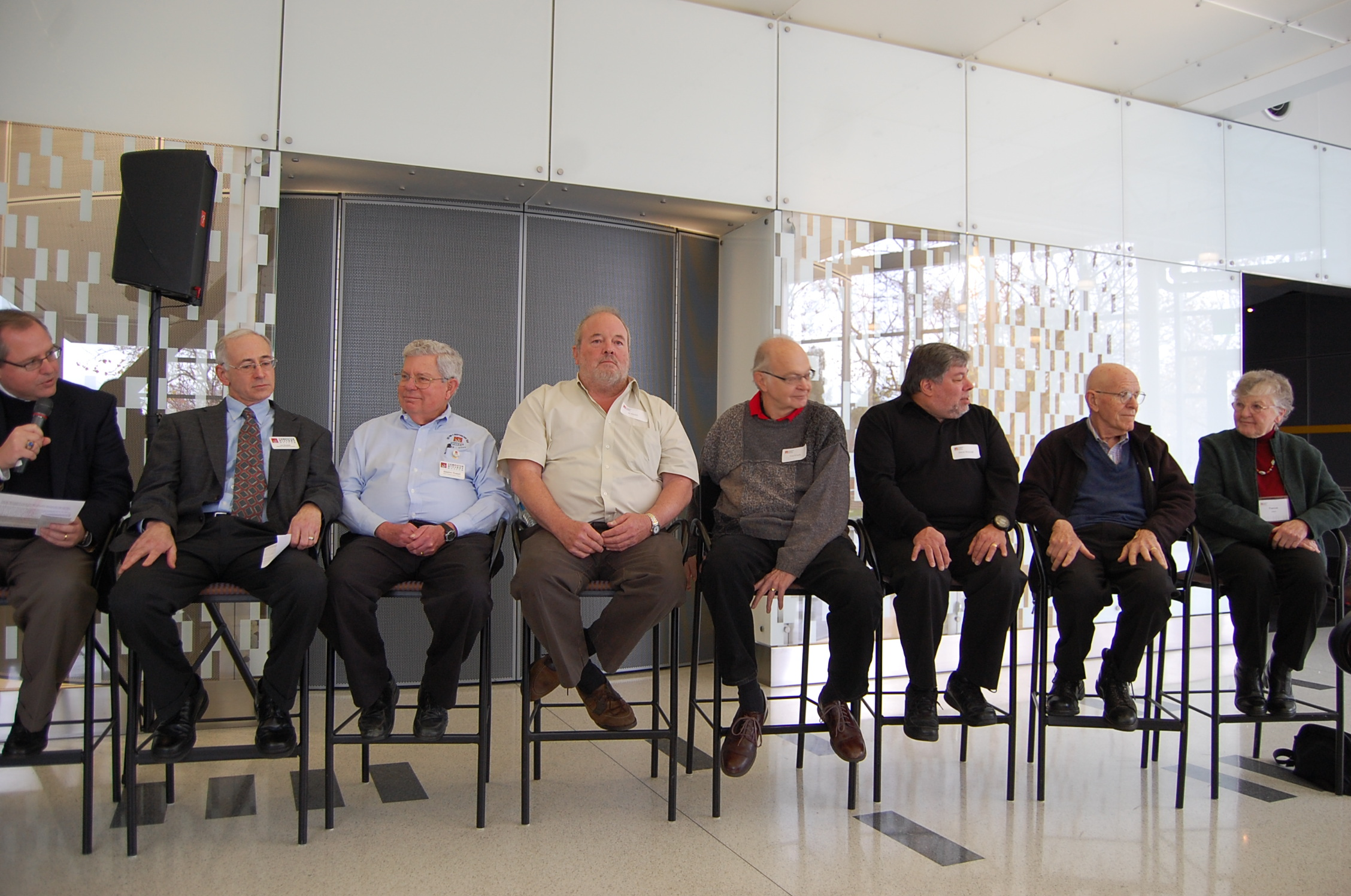
Шустек, Рассел, Алкорн, Кнут, Возняк, Метьюз, Ален, CHM 2011
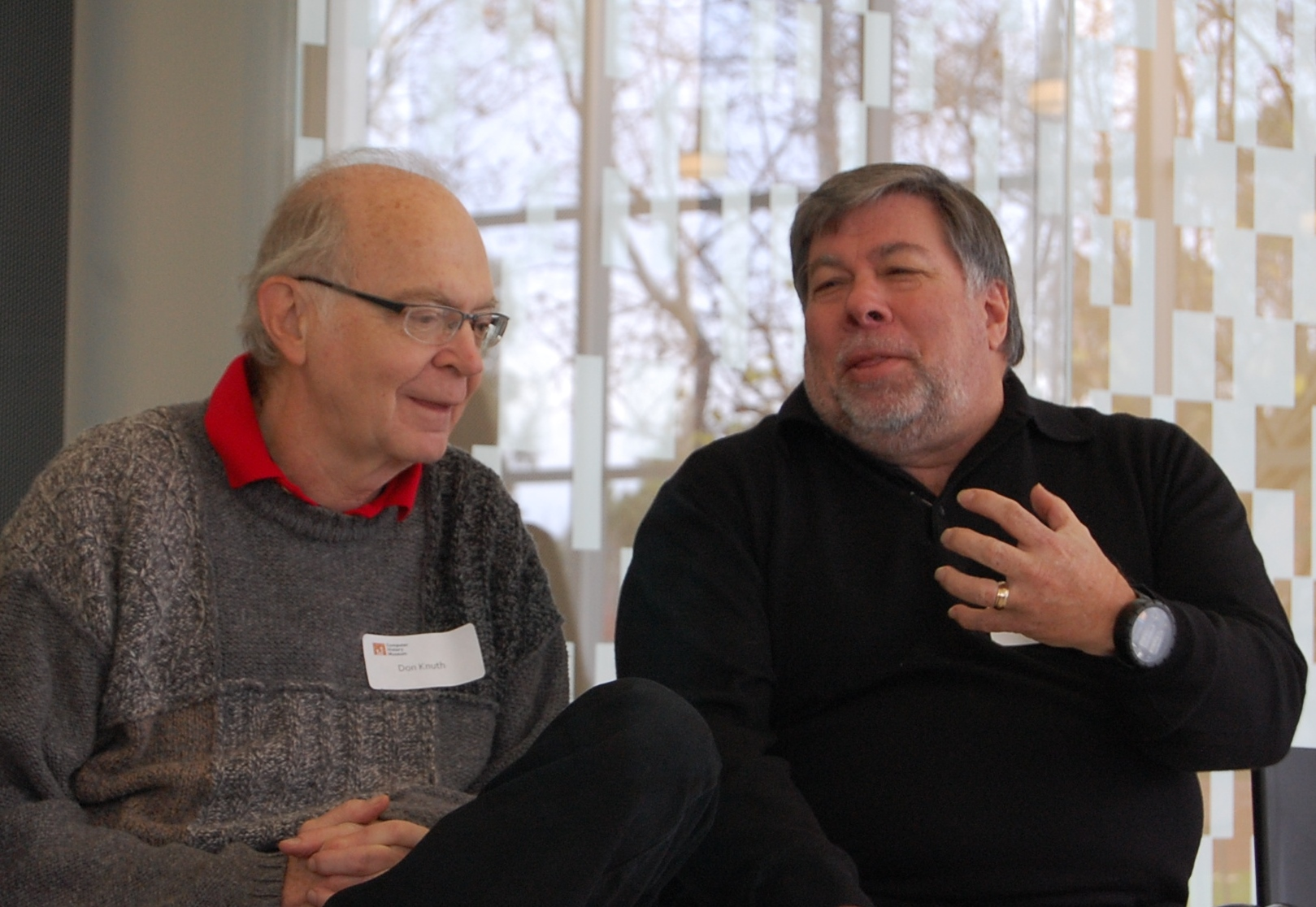
Кнут та Стів Возняк, CHM 2011

## Лекції та інтерв'ю
- Doernberg, D. Computer Literacy Interview With Donald Knuth. 7 December 1993.
- TUG'95 (St Petersburg, FL, USA) Questions and answers with Prof. Donald E. Knuth [Архівовано 10 листопада 2006 у Wayback Machine.]. TUGboat 17 (1), 1996
- Woehr, J. An interview with Donald Knuth [Архівовано 5 червня 2007 у Wayback Machine.] Dr. Dobb's Journal, April 1996, p. 16-22.
- Donald Knuth on The Art of Computer Programming [Архівовано 29 березня 2007 у Wayback Machine.] Addison-Wesley Innovations, 1996
- Questions and Answers with Prof. Donald E. Knuth [Архівовано 3 лютого 2007 у Wayback Machine.]. Czech TUG, Charles University, Prague, 1996
- Knuth meets NTG members [Архівовано 14 квітня 2007 у Wayback Machine.], Amsterdam, 13 March 1996.
- Knuth Comments on Code [Архівовано 10 березня 2007 у Wayback Machine.], Byte magazine, September 1996.
- Donald Knuth: A life's work in the art of programming [Архівовано 17 червня 2008 у Wayback Machine.] Amazon.com, 1997.
- U.K. TUG, Oxford, 12 september 1999: Question & Answer Session with Donald Knuth [Архівовано 5 червня 2007 у Wayback Machine.]. TUGboat, 22 (1/2), 2001.
- Dr. Dobb's Audio & Video Archive of Knuth's MMIX and God & Computers Lectures @ MIT, Fall 1999 [Архівовано 7 липня 2007 у Wayback Machine.]
- Wallace, Mark. The art of Don E. Knuth [Архівовано 6 жовтня 2008 у Wayback Machine.] Interview on salon.com, 1999.
- Advogato, 2000 [Архівовано 28 лютого 2021 у Wayback Machine.]
- AMS, 2001 [Архівовано 11 квітня 2007 у Wayback Machine.]
- Oslo, 2002 [Архівовано 5 червня 2007 у Wayback Machine.]
- Free Software Magazine interview by Gianluca Pignalberi, August 2005.
- Interview with Donald Knuth, Apr 25, 2008 [Архівовано 23 лютого 2021 у Wayback Machine.]